# 32nd Propecia Rally New Zealand
Resultados do 32nd Propecia Rally New Zealand.

## Classificação final
| Pos | N.º  | Piloto Co-piloto                     | Nacionalidade                 | Carro                                              | Tempo               |
| --- | ---- | ------------------------------------ | ----------------------------- | -------------------------------------------------- | ------------------- |
| 1   | 2 M  | Marcus Grönholm Timo Rautiainen      | Finlândia · Finlândia         | Peugeot 206 WRC Peugeot Total                      | 3:58.45,4 0         |
| 2   | 3 M  | Harri Rovanperä Voitto Silander      | Finlândia · Finlândia         | Peugeot 206 WRC Peugeot Total                      | 4:02.33,0 3.47,6    |
| 3   | 10 M | Tommi Mäkinen Kaj Lindström          | Finlândia · Finlândia         | Subaru Impreza WRC 555 Subaru World Rally Team     | 4:03.11,7 4.26,3    |
| 4   | 4 M  | Carlos Sainz Luís Moya               | Espanha · Espanha             | Ford Focus WRC Ford Motor Co                       | 4:04.34,3 5.48,9    |
| 5   | 19 M | Juha Kankkunen Juha Repo             | Finlândia · Finlândia         | Hyundai Accent WRC Hyundai Castrol W.R.T.          | 4:05.55,6 7.10,2    |
| 6   | 18 M | Freddy Loix Sven Smeets              | Bélgica · Bélgica             | Hyundai Accent WRC Hyundai Castrol W.R.T.          | 4:06.37,9 7.52,5    |
| 7   | 23   | Gilles Panizzi Hervé Panizzi         | França                        | Peugeot 206 WRC Peugeot Total                      | 4:07.09,0 8.24,5    |
| 8   | 15 M | Toni Gardemeister Paavo Lukander     | Finlândia · Finlândia         | Škoda Octavia WRC Škoda Motorsport                 | 4:07.41,5 8.56,1    |
| 9   | 7 M  | François Delecour Daniel Grataloup   | França                        | Mitsubishi Lancer WRC Marlboro Mitsubishi Ralliart | 4:09.29,0 10.43,6   |
| 10  | 17 M | Armin Schwarz Manfred Hiemer         | Alemanha · Alemanha           | Hyundai Accent WRC Hyundai Castrol W.R.T.          | 4:10.20,2 11.34,8   |
| 11  | 32   | Tomasz Kuchar Maciej Szczepaniak     | Polónia · Polónia             | Toyota Corolla WRC                                 | 4:16.31,6 17.46,2   |
| 12  | 105  | Bruce Herbert Robert Ryan            | Nova Zelândia · Nova Zelândia | Subaru Impreza WRX Rose City Cars                  | 4:16.58,0 18.12,6   |
| 13  | 102  | 'Possum' Bourne Mark Stacey          | Nova Zelândia · Austrália     | Subaru Impreza WRX STI Subaru Australia            | 4:18.01,5 19.16,1   |
| 14  | 75 P | Kristian Sohlberg Jakke Honkanen     | Finlândia · Finlândia         | Mitsubishi Lancer Evo 7                            | 4:18.20,5 19.35,1   |
| 15  | 73 P | Martin Rowe Chris Wood               | Reino Unido · Reino Unido     | Mitsubishi Lancer Evo 7                            | 4:18.38,8 19.53,4   |
| 16  | 109  | Richard Mason Hamish Fenemor         | Nova Zelândia · Nova Zelândia | Mitsubishi Lancer Evo 5                            | 4:19.39,0 20.53,6   |
| 17  | 115  | Reece Jones Jeff Judd                | Nova Zelândia · Nova Zelândia | Mitsubishi Lancer Evo 7 Reece Jones Rallysport     | 4:20.00,4 21.15,0   |
| 18  | 70 P | Giovanni Manfrinato Claudio Condotta | Itália · Itália               | Mitsubishi Lancer Evo 6                            | 4:21.17,7 22.32,3   |
| 19  | 110  | Stig Blomqvist Ana Goñi              | Suécia · Venezuela            | Mitsubishi Lancer Evo 7                            | 4:21.24,6 22.39,2   |
| 20  | 53 P | Alex Fiorio Enrico Cantoni           | Itália · Itália               | Mitsubishi Carisma GT Evo 7 Ralliart Italia        | 4:21.36,2 22.50,8   |
| 21  | 125  | Natalie Barratt Roger Freeman        | Reino Unido · Reino Unido     | Hyundai Accent WRC                                 | 4:21.52,5 23.07,1   |
| 22  | 101  | Manfred Stohl Ilka Petrasko          | Áustria · Áustria             | Mitsubishi Lancer Evo 6 Top Run                    | 4:22.36,2 23.50,8   |
| 23  | 52 P | Marcos Ligato Rubén García           | Argentina · Argentina         | Mitsubishi Lancer Evo 7 Top Run                    | 4:22.38,4 23.53,0   |
| 24  | 116  | Chris West Chris Cobham              | Nova Zelândia · Nova Zelândia | Subaru Impreza WRX STI Possum Bourne Motorsport    | 4:23.21,9 24.36,5   |
| 25  | 111  | Dean Herridge Glenn MacNeall         | Austrália · Austrália         | Subaru Impreza WRX STI Subaru Rally Team Japan     | 4:26.49,8 28.04,4   |
| 26  | 100  | Juuso Pykälistö Esko Mertsalmi       | Finlândia · Finlândia         | Mitsubishi Lancer Evo 6                            | 4:27.14,8 28.29,4   |
| 27  | 130  | Cameron Bates Laurie Brenssell       | Nova Zelândia · Nova Zelândia | Subaru Impreza WRX STI PPG Motorsports             | 4:28.25,4 29.40,0   |
| 28  | 136  | Daynom Templeman Jane McKay          | Nova Zelândia · Nova Zelândia | Mitsubishi Lancer Evo 6                            | 4:30.22,5 31.37,1   |
| 29  | 123  | Clinton Anderson Kelvin McCaughey    | Nova Zelândia · Nova Zelândia | Mitsubishi Lancer Evo 6 Racetech Seats             | 4:30.56,5 32.11,1   |
| 30  | 103  | Pieter Tsjoen Dany Colebunders       | Bélgica · Bélgica             | Mitsubishi Lancer Evo 7                            | 4:31.10,4 32.25,0   |
| 31  | 140  | Malcolm Stewart Mike Fletcher        | Nova Zelândia · Nova Zelândia | Mitsubishi Lancer Evo 6.5                          | 4:32.30,5 33.45,1   |
| 32  | 131  | Karl Robinson Tony Aimers            | Nova Zelândia · Nova Zelândia | Subaru Impreza 555 Rallisport                      | 4:32.49,2 34.03,8   |
| 33  | 121  | Austen Jones Bede O'Connor           | Nova Zelândia · Nova Zelândia | Subaru Impreza WRX                                 | 4:33.32,8 34.47,4   |
| 34  | 117  | Fabio Frisiero Loris Roggia          | Itália · Itália               | Mitsubishi Lancer Evo 6 Città di Schio             | 4:38.44,0 39.58,6   |
| 35  | 134  | Michael Thompson Gordon Klebba       | Austrália · Austrália         | Subaru Impreza WRX STI                             | 4:42.47,3 44.01,9   |
| 36  | 118  | Shigeyuki Konishi Rob Scott          | Japão · Nova Zelândia         | Subaru Impreza WRX STI Subaru Rally Team Japan     | 4:47.27,8 48.42,4   |
| 37  | 141  | Grant Barber Katrina Barber          | Nova Zelândia · Nova Zelândia | Mitsubishi Lancer Evo 4 Racetech Seats             | 4:48.17,0 49.31,6   |
| 38  | 69 P | Bernt Kollevold Ola Fløene           | Noruega · Noruega             | Mitsubishi Lancer Evo 6                            | 4:52.08,3 53.22,9   |
| 39  | 129  | David Ayling Grant Kenny             | Nova Zelândia · Nova Zelândia | Subaru Impreza WRX STI Art Rallisport              | 4:54.07,8 55.22,4   |
| 40  | 147  | David Langford-Smith Stuart Roberts  | Austrália · Nova Zelândia     | Subaru Impreza WRX Prolinks                        | 5:13.43,4 1:14.58,0 |
| 41  | 148  | Yasutaka Mizuno Paul Santo           | Japão · Nova Zelândia         | Daihatsu Charade GTI                               | 5:19.22,7 1:20.37,3 |
| 42  | 149  | Masateru Nakamura Yoshihiro Masuda   | Japão · Japão                 | Honda Civic VTI                                    | 5:35.55,1 1:37.09,7 |

## Abandonos
| SS  | N.º  | Piloto Co-piloto                     | Nacionalidade                 | Carro                                                    | Classe         |                |
| --- | ---- | ------------------------------------ | ----------------------------- | -------------------------------------------------------- | -------------- | -------------- |
| R15 | 1 M  | Richard Burns Robert Reid            | Reino Unido · Reino Unido     | Peugeot 206 WRC Peugeot Total                            | Acidente       |                |
| R4  | 5 M  | Colin McRae Nicky Grist              | Reino Unido · Reino Unido     | Ford Focus WRC Ford Motor Co                             | Acidente       |                |
| R14 | 6 M  | Markko Märtin Michael Park           | Estónia · Reino Unido         | Ford Focus WRC Ford Motor Co                             | Acidente       |                |
| R11 | 9 M  | Jani Paasonen Arto Kapanen           | Finlândia · Finlândia         | Mitsubishi Lancer WRC Marlboro Mitsubishi Ralliart       | Acidente       |                |
| R25 | 11 M | Petter Solberg Phil Mills            | Noruega · Reino Unido         | Subaru Impreza WRC 555 Subaru World Rally Team           | Motor          |                |
| R2  | 14 M | Kenneth Eriksson Tina Thörner        | Suécia · Suécia               | Škoda Octavia WRC Škoda Motorsport                       | Acidente       |                |
| R11 | 54 P | Ramón Ferreyros Jorge del Buono      | Peru · Argentina              | Mitsubishi Lancer Evo 7 Mauro Rally Tuning               | Motor          |                |
| R3  | 57 P | Toshi Arai Tony Sircombe             | Japão · Nova Zelândia         | Subaru Impreza WRX STI Spike Subaru Team                 | N 4            | Acidente       |
| R24 | 58 P | Luca Baldini Marco Muzzarelli        | Itália · Itália               | Mitsubishi Lancer Evo 6                                  | Motor          |                |
| R4  | 65 P | Beppo Harrach Peter Müller           | Áustria · Áustria             | Mitsubishi Lancer Evo 6                                  | N 4            | Acidente       |
| R14 | 66 P | Dimitar Iliev Petar Sivov            | Bulgária · Bulgária           | Mitsubishi Lancer Evo 6 MRT by Nocentini                 | Acidente       |                |
| R11 | 71 P | Stefano Marrini Tiziana Sandroni     | Itália · Itália               | Mitsubishi Lancer Evo 7                                  | N 4            | Acidente       |
| R3  | 74 P | Karamjit Singh Allen Oh              | MAS                           | Proton Pert Petronas EON Racing Team                     | Caixa de velo. |                |
| R4  | 77 P | Alfredo De Dominicis Rudy Pollet     | Itália · Itália               | Mitsubishi Lancer Evo 7                                  | N 4            | Acidente       |
| R2  | 104  | Cody Crocker Greg Foletta            | Austrália · Austrália         | Subaru Impreza WRX STI Winfield World Rally Team         | Caixa de velo. |                |
| R10 | 106  | Emanuele Dati Max Chiapponi          | Itália · Itália               | Mitsubishi Lancer Evo 7                                  | N 4            | Mecânica       |
| R16 | 107  | Geof Argyle Steve Smith              | Nova Zelândia · Nova Zelândia | Mitsubishi Lancer Evo 6.5 Racetech Seats                 | Mecânica       |                |
| R11 | 108  | Todd Bawden Damon McLachlan          | Nova Zelândia · Nova Zelândia | Mitsubishi Lancer Evo 6 Ralliart New Zealand             | A 8            | Caixa de velo. |
| R8  | 112  | 'Stumpy' Holmes Garry Cowan          | Nova Zelândia · Nova Zelândia | Mitsubishi Lancer Evo 7 Ralliart New Zealand             | Transmissão    |                |
| R1  | 113  | Andrew Hawkeswood Samantha Haldane   | Nova Zelândia · Nova Zelândia | Subaru Impreza WRX STI Dayton Automotive                 | A 8            | Eléctrico      |
| R8  | 114  | Bob Colsoul Tom Colsoul              | Bélgica · Bélgica             | Mitsubishi Lancer Evo 7                                  | Mecânica       |                |
| R8  | 119  | Glenn Smith Colin Smith              | Nova Zelândia · Nova Zelândia | Mitsubishi Lancer Evo 6                                  | A 8            | Transmissão    |
| R6  | 120  | Lewis Scott Jane Black               | Nova Zelândia · Nova Zelândia | Mitsubishi Lancer Evo 5 Scott Rallying                   | Caixa de velo. |                |
| R8  | 122  | Mark Tapper Richard Scoular          | Nova Zelândia · Nova Zelândia | Mitsubishi Lancer Evo 6.5 Ralliart New Zealand           | N 4            | Caixa de velo. |
| R23 | 124  | Wayne Parker Brendan McKay           | Nova Zelândia · Nova Zelândia | Mitsubishi Lancer Evo 5 Palmerston North Rallysport Club |                |                |
| R4  | 126  | Mike Turfus Fleur Pedersen           | Nova Zelândia · Nova Zelândia | Mitsubishi Lancer Evo 6 Silverstone Rally Tyres Team     | A 8            | Mecânica       |
| R9  | 127  | Sean Gray David Whitburn             | Nova Zelândia · Nova Zelândia | Mitsubishi Lancer Evo 5 Atom                             | Acidente       |                |
| R18 | 128  | Brett Middleton Andrew Benefield     | Austrália · Nova Zelândia     | Subaru Impreza WRX STI Middleton Rally Team              | A 8            | Caixa de velo. |
| R1  | 132  | Deborah Kibble James Kibble          | Nova Zelândia · Nova Zelândia | Mitsubishi Lancer Evo 6                                  | Acidente       |                |
| R6  | 133  | Kerry Evans Rocky Hudson             | Nova Zelândia · Nova Zelândia | Subaru Impreza 555 Kea Trailers                          | A 8            | Acidente       |
| R10 | 135  | Kingsley Jones Len Fisher            | Nova Zelândia · Nova Zelândia | Mitsubishi Lancer Evo 3                                  | Mecânica       |                |
| R2  | 137  | Rex Vizible Dave Robb                | Nova Zelândia · Nova Zelândia | Subaru Impreza WRX STI                                   | A 8            |                |
| R4  | 138  | Emma Gilmour Toni Feaver             | Nova Zelândia · Austrália     | Mitsubishi Lancer Evo 3                                  |                |                |
| R9  | 139  | Ichiro Nakano Roger Oakley           | Japão · Nova Zelândia         | Subaru Impreza 555                                       | N 4            | Acidente       |
| R11 | 142  | Minoru Shinomiya Yoshinori Kawanishi | Japão · Japão                 | Mitsubishi Lancer Evo 6                                  | Acidente       |                |
| R8  | 143  | Bruce Warburton Colin Davies         | Reino Unido · Quênia          | Subaru Impreza WRX Provision                             | A 8            | Mecânica       |
| R11 | 144  | Takemi Matsuno Shunichi Washio       | Japão · Japão                 | Subaru Impreza 555 Team FA Coat                          | Acidente       |                |
| R11 | 145  | Tony Burrowes Catherine Dobbie       | Nova Zelândia · Nova Zelândia | Subaru Impreza WRX Burrst Racing                         | N 4            |                |
| R3  | 146  | Shinichi Sugiyama Tamotsu Minamino   | Japão · Japão                 | Mitsubishi Lancer Evo 7                                  | Acidente       |                |